# Kanton Caen-3
Caen-3 is een kanton van het Franse departement Calvados. Het kanton maakt deel uit van het arrondissement Caen.
Het kanton omvatte tot 2014 uitsluitend een deel van de gemeente Caen.
Door de herindeling van de kantons bij decreet van 17 februari 2014, met uitwerking op 22 maart 2015, werd:
- het deel van de gemeente Caen kleiner
- de gemeente Epron aan het kanton toegevoegd